# Абызово (Башкортостан)
Абызово (баш. Абыҙ) — село в Караидельском районе Республики Башкортостан Российской Федерации. Входит в состав Караидельского сельсовета.

## География

### Географическое положение
Находится на берегу Павловского водохранилища реки Уфы.
Расстояние до:
- районного центра (Караидель): 2 км,
- центра сельсовета (Караидель): 2 км,
- ближайшей ж/д станции (Щучье Озеро): 110 км.

## Население
| 2002 | 2009 | 2010 |
| ---- | ---- | ---- |
| 698  | ↗807 | ↗905 |

Национальный состав
Согласно переписи 2002 года, преобладающие национальности — русские (42 %), башкиры (37 %).

## Религия
В селе есть мечеть.

## Известные уроженцы
- Дульцев, Василий Семёнович (8 ноября 1931 — 16 декабря 2014) — оператор лесопогрузчика, Герой Социалистического Труда.